# Château de Loupiac
Le château de Loupiac est un château fort situé à Lapanouse, commune Séverac d'Aveyron, dans le département de l'Aveyron, en France.

## Description
C'est une vaste bâtisse fortifiée avec une base parallélépipédique. flanquée de quatre tours d'angle rondes avec des murs très épais. Un escalier en spirale dessert les 3 étages.

## Historique
Guy de La Panouse, évêque de Mende, fit construire ce château vers le XIIIe siècle mais les seigneurs de Sévérac contestèrent en permanence cette propriété. Le château eut un rôle important au cours des guerres de Religion où il fut pris et repris par les deux camps adverses. Il fut pris et incendié durant la Révolution française. Il est la propriété de la famille Gransaigne d'Hauterive depuis 1693.
L'édifice est inscrit au titre des monuments historiques en 1928.

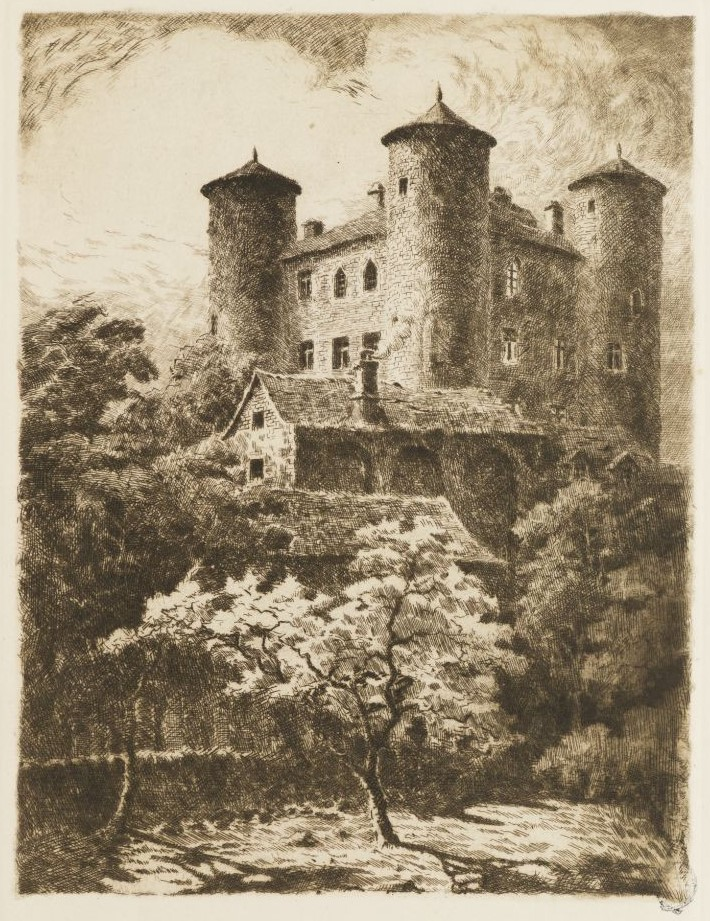
Château de Loupiac, Renaud de Vézins, eau-forte.